# Хохголинг
Хохголинг (на немски: Hochgolling) се нарича най-високият връх на хребета Нисък Тауерн, масив Шладминг (2863 м). Представлява внушителна тристранна пирамида, която от северната страна има 1200-метрова собствена височина. Оттам върхът е посещаван често от алпинисти. Под нея се образува огромен циркус, пълен с ледникови езера – едно от най-красивите места в тази част на Алпите. От него започват два тесни ръба (на североизток и северозапад) по билото на хребета.
Първото известно изкачване датира от 8 август 1791 г. Това е записал в дневника си доктор Йозеф Алоис Фогт. През 1817 г. се изкачва и ерцхерцог Йохан Австрийски, вдъхновител на редица алпинистки постижения и брат на тогавашния австрийски император Франц I.